# BH Tennis Open International Cup 1997
Il BH Tennis Open International Cup 1997 è stato un torneo di tennis facente parte della categoria ATP Challenger Series nell'ambito dell'ATP Challenger Series 1997. Il torneo si è giocato a Belo Horizonte in Brasile dal 4 al 10 agosto 1997 su campi in cemento.

## Vincitori

### Singolare
Roberto Jabali ha battuto in finale  André Sá 2-6, 7-5, 6-3

### Doppio
Gabriel Trifu /  Glenn Weiner hanno battuto in finale  Nelson Aerts /  André Sá 1-6, 6-3, 6-4